# Hédi Khayachi
Hédi Khayachi (arabe : الهادي الخياشي), né en 1882 à Tunis et mort en 1948 à La Marsa, est un peintre tunisien. Il a été le premier peintre professionnel musulman en Tunisie et le portraitiste officiel de la cour des Husseinites.

## Biographie
Rattaché à la bourgeoisie tunisoise, il est issu par son père d'une lignée patricienne, rattachée au prophète Mahomet, qui se réfugie en Tripolitaine avant de s'établir en Tunisie à l'époque de Hussein Ier Bey. La famille Khayachi s'installe à Monastir puis fournit, entre le XVIIIe et le début du XIXe siècle, des caïds, avant de s'installer à Tunis durant le XIXe siècle. Sa mère d'origine mamelouk descend d'un père qui a créé sa propre affaire artisanale dans la capitale.
Il s'initie à la peinture dans l'atelier Pinchart à Tunis qui, en l'absence à l'époque d'institutions publiques spécialisées, permet une formation académique libre. Puis il fréquente les académies libres à Montparnasse et reçoit à Rome une formation artistique, où il s'initie à l'art du portrait et fréquente les musées européens.
En 1908, il réalise des portraits officiels des beys husseinites puis travaille aussi pour quelques grandes familles et hauts dignitaires, ce qui lui permet d'être qualifié de plus grand portraitiste de la peinture tunisienne. La plupart de ses œuvres sont donc des portraits mais il a aussi peint des paysages ou des scènes de la vie traditionnelle et des coutumes, dans les maisons bourgeoises comme dans les plus modestes. Son activité évolue totalement en dehors du Salon tunisien.
Il figure parmi le groupe des précurseurs de la peinture tunisienne : Pierre Boucherle, Yahia Turki, Moses Levy, Jules Lellouche, Ali Bellagha, Ammar Farhat, Maurice Bismouth, Hatem El Mekki ou Edgard Naccache. Il réalise une vingtaine d'expositions en Tunisie et en Europe et représente la Tunisie dans de nombreuses manifestations artistiques internationales.
Il meurt à l'âge de 66 ans, laissant des tableaux inachevés qui seront terminés et signés par son fils Noureddine Khayachi, lui aussi peintre. Hédi Khayachi est honoré par l'émission de timbres postaux de la Poste tunisienne en 1983, 1997 et 2000.

## Œuvres

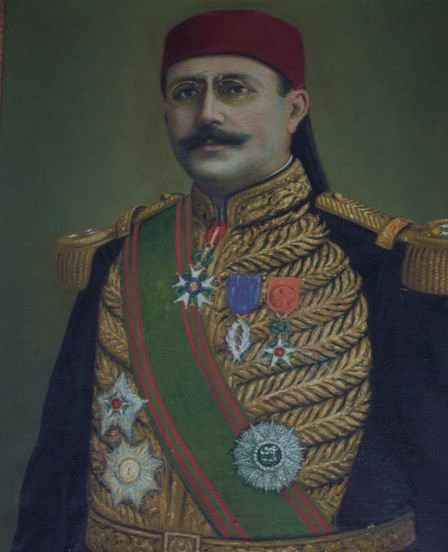
Portrait de Hédi Lakhoua.
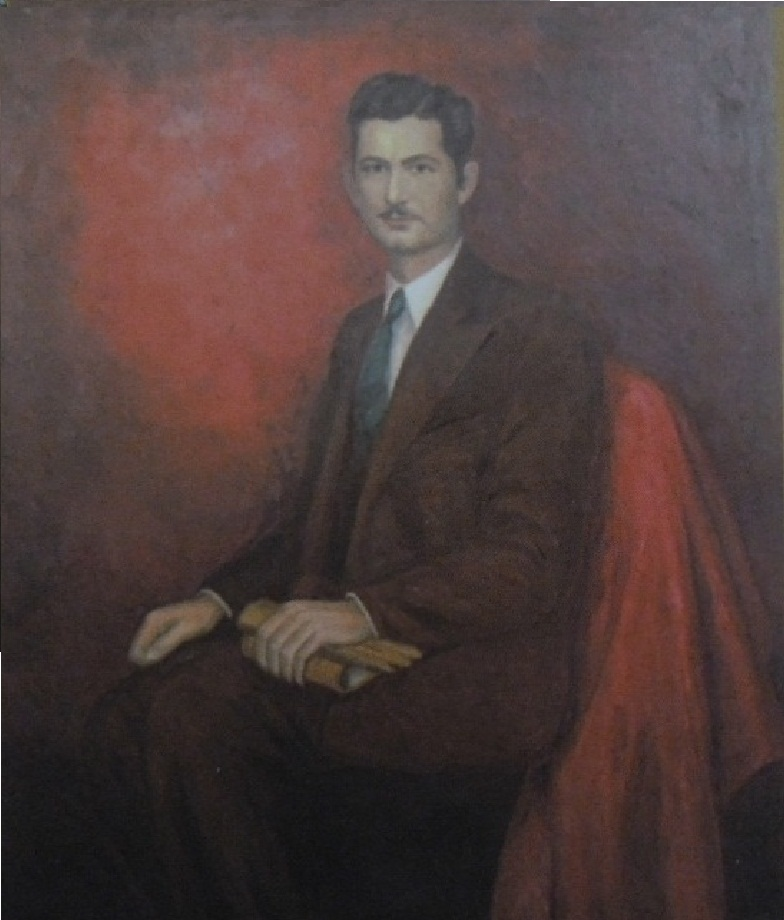
Portrait de Noureddine Khayachi.
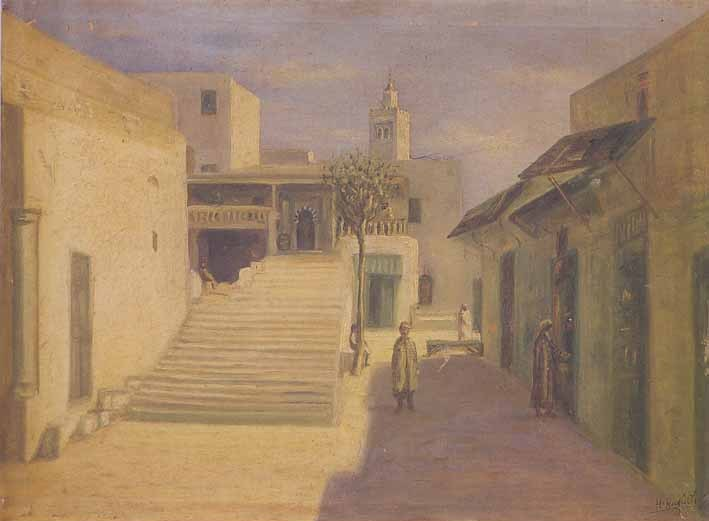
Paysage de Sidi Bou Saïd.
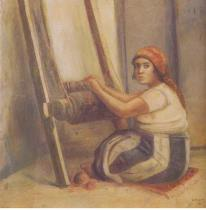
La Tisseuse.